# جزيرة الرعب (فلم)
جزيرة الرعب (بالإنجليزية: Horror Island) هو فيلم رعب أمريكي من إنتاج عام 1941 من شركة ستوديوهات يونيفرسال، مستندة على القصة الأصلية لألكس غوتليب. ومن إخراج جورج واغنر وسيناريو موريس تومبراغل وفيكتور ماكلويد.
طاقم الممثلين: ديك فوران، بيغي موران، ليو كاريللو، إيدي باركر، ديل فان سيكل، جون إلدريج وآخرون.
مدة الفيلم 61 دقيقة.
تدور القصة حول مجموعة شخصيات تذهب لجزيرة غامضة للبحث عن كنز قراصنة.

## روابط خارجية
- مقالات تستعمل روابط فنية بلا صلة مع ويكي بيانات